# Odostemon nutkanus
Odostemon nutkanus là một loài thực vật có hoa trong họ Hoàng mộc. Loài này được (DC.) Rydb. mô tả khoa học đầu tiên năm 1906.